# Palladam
Palladam (o Palladum) è una suddivisione dell'India, classificata come town panchayat, di 29.145 abitanti, situata nel distretto di Tirupur, nello stato federato del Tamil Nadu. In base al numero di abitanti la città rientra nella classe III (da 20.000 a 49.999 persone).

## Geografia fisica
La città è situata a 10° 58' 60 N e 77° 17' 60 E e ha un'altitudine di 324 m s.l.m..

## Società

### Evoluzione demografica
Al censimento del 2001 la popolazione di Palladam assommava a 29.145 persone, delle quali 14.749 maschi e 14.396 femmine. I bambini di età inferiore o uguale ai sei anni assommavano a 3.191, dei quali 1.583 maschi e 1.608 femmine. Infine, coloro che erano in grado di saper almeno leggere e scrivere erano 21.146, dei quali 11.797 maschi e 9.349 femmine.